# Gene Lenz
Eugene Carl „Gene” Lenz (ur. 12 kwietnia 1937 w San Luis Obispo, zm. 10 października 2005 tamże) – amerykański pływak.

## Edukacja
W 1960 ukończył inżynierię architektoniczną Kalifornijskiego Stanowego Uniwersytetu Politechnicznego.

## Kariera
W 1959 został brązowym medalistą igrzysk panamerykańskich na 400 m stylem dowolnym z czasem 4:34,9 s. Rok później w tej samej konkurencji zajął 7. miejsce na igrzyskach olimpijskich z czasem 4:26,8 s.

## Dalsze losy
Po zakończeniu kariery przez 10 lat służył w US Navy, a następnie od 1972 był zatrudniony w dziale zarządzania budową Fluor Corporation. Po przejściu na emeryturę pracował jako makler. Zmarł 10 października 2005 w San Luis Obispo, a pochowany został 18 października 2005 w Santa Maria.

## Życie osobiste
Z żoną Ethel miał dwóch synów: Scotta i Todda.